# БФЦ Даугавпилс
„Детски Футболен Център Даугавпилс“ (на латвийски: Bērnu futbola centrs „Daugavpils”) е латвийски футболен клуб от едноименния град Даугавпилс. Домекинските си мачове играе на стадион „Целтниекс“ с капацитет 3980 зрители.

## Предишни имена
| Години      | Име          |
| ----------- | ------------ |
| 2010        | „Даугава-2“  |
| 2011 – 2013 | „Даугава“    |
| от 2014     | „Даугавпилс“ |

## Успехи
Вирслига
- 6-о (1): 2015

Купа на Латвия
- 1/2 финал (1): 2015